# Trapezium

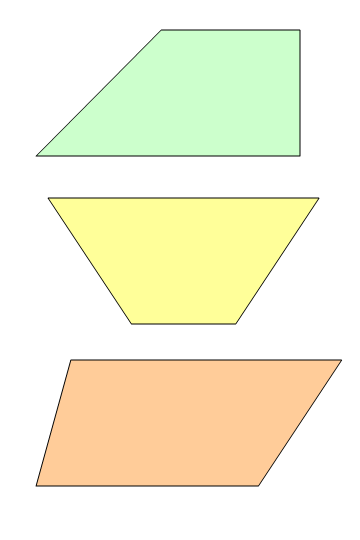
Enkele trapezia:
het eerste is rechthoekig,
het tweede gelijkbenig en
het derde ongelijkbenig.

Een trapezium of trapezoïde is in de meetkunde een (meestal convex veronderstelde) vierhoek waarvan minstens twee tegenoverliggende zijden evenwijdig zijn. De kortste evenwijdige zijde wordt kleine basis genoemd, de langste evenwijdige zijde grote basis. De afstand tussen kleine en grote basis is de hoogte. Wanneer beide paren tegenoverliggende zijden evenwijdig zijn, is de figuur een parallellogram.

## Oppervlakte
De oppervlakte {\displaystyle A} van een trapezium met lengten {\displaystyle a} en {\displaystyle b} van de beide bases en hoogte {\displaystyle h} wordt gegeven door:
{\displaystyle A={\tfrac {1}{2}}h(a+b)}
De oppervlakteberekening voor een trapezium wordt ook gebruikt om, met de trapeziumregel, integralen numeriek te benaderen.

## Gelijkbenig trapezium
Als de niet evenwijdige zijden van een trapezium even lang zijn, heet het trapezium gelijkbenig. De hoeken die de niet evenwijdige zijden maken met de evenwijdige zijden, zijn dan gelijk. Een gelijkbenig trapezium is een koordenvierhoek met een paar evenwijdige zijden.

## Rechthoekig trapezium
Een trapezium heet rechthoekig als er een rechte hoek in voorkomt. Er zijn dan automatisch twee rechte hoeken.

## Historisch
De beperking van de benaming 'trapezium' voor een vierhoek met twee parallelle zijden is van relatief recente datum. Tot het begin van de 20e eeuw werd meestal een onregelmatige vierhoek zonder speciale eigenschappen trapezium genoemd. Voor het tegenwoordige trapezium, dus met twee parallelle zijden, was de term trapezoïde gebruikelijk. Dit werd afgeleid van de classificatie van vierkanten van Euclides, die een rechthoek met een paar evenwijdige zijden niet apart beschouwd had, maar tot de vierhoeken zonder speciale eigenschappen had gerekend. De precieze indeling van Euclides luidde:
Onder de vierzijdige figuren heet diegene van een vierkant (τετράγωνον), die gelijkzijdig en rechthoekig is, een rechthoek (ὀρθογώνιον), die weliswaar rechthoekig, maar niet gelijkzijdig is, een ruit (ῥόμβος), die weliswaar gelijkzijdig is, maar niet rechthoekig, een ruitvormige (ῥομβοειδὲς σχῆμα) waarvan de tegenover elkaar liggende zijden en hoeken gelijk zijn, maar die noch gelijkzijdig noch rechthoekig is. Elke andere vierzijdige figuur heet trapezium (τραπέζιον).— Euclides: Elementen,, boek I, 22
Proclus, Heron en Poseidonios daarentegen gebruikten de term trapezium in de huidige betekenis, dat wil zeggen het trapezium. De onregelmatige vierhoek noemden ze trapezoïde (τραπεζοειδῆ)). Dit onderscheid tussen trapezium en trapezoïde bestaat in het Duits en het Brits-Engels. In het Amerikaans-Engels worden de termen trapezium en trapezoïde verwarrenderwijs juist andersom gebruikt.
De meeste wiskundigen van de middeleeuwen vanaf Boethius namen Euclides' gebruik van de term als onregelmatige vierhoek. Het onderscheid dat Poseidonios maakte, werd nog maar zelden overgenomen. Pas sinds de 18e eeuw wordt dat verschil vaker gemaakt, bijvoorbeeld door Legendre en Thibaut. Jean Henri van Swinden gebruikte de term trapezium in de zin van Euclides en noemde een vierhoek met twee evenwijdige zijden een trapezoïde.